# Роджър Циен
Роджър Йончиен Циен (на английски: Roger Yonchien Tsien; на китайски: 錢永健) е американски биохимик, лауреат на Нобелова награда за химия от 2008 г. за откриването и развиването на зеления флуоресцентен белтък заедно с Осаму Шимомура и Мартин Чалфи.

## Ранен живот и образование
Циен е роден на 1 февруари 1952 г. в китайско семейство в Ню Йорк. Родът му има корени в Ханджоу, Китай. Баща му е машинен инженер, възпитаник на Шанхайския университет „Дзяо Тун“ и Масачузетския технологичен институт. Циен израства в Ливингстън, Ню Джърси, където завършва средното си образование. Като малък страда от астма и прекарва доста време вкъщи, провеждайки химически експерименти в мазето. На 16-годишна възраст печели първа награда в националното състезание Westinghouse Talent Search с проект, изследващ свързването на металите с тиоцианат.
Циен е приет в Харвард колидж към Харвардския университет.. Завършва с най-високо отличие като бакалавър по химия и физика през 1972 г. След това се присъединява към лабораторията по физиология към Кеймбриджкия университет. През 1977 г. получава докторска степен по физиология.

## Научна дейност
След като завършва висшето си образование, Циен става научен сътрудник към колежа Гонвил и Киз, Кеймбридж, в периода 1977 – 1981 г. После е назначен за преподавател в Калифорнийския университет – Бъркли от 1982 до 1989 г. Започва работа в Калифорнийския университет, Сан Диего през 1989 г. като професор по фармакология, химия и биохимия.
Циен допринася за областите на клетъчната биология и невробиологията като открива генетично програмируеми флуоресцентни маркери, което позволява на учените да наблюдават поведението на молекулите в живите клетки в реално време. Той разработва и флуоресцентни индикатори от калциеви йони.
През 2004 г. му е връчена награда Волф за медицина, а през 2008 г. е удостоен и с Нобелова награда за химия за приноса си по откриването на зеления флуоресцентен белтък. Този белтък се използва от учени за проследяване на мястото, където определени гени се изразяват в клетките или в целия организъм. Той позволява изучаваният белтък да се освети вътре в клетката при подлагането ѝ на ултравиолетова светлина.
През 2009 г. групата на Циен открива нов инфрачервен флуоресцентен белтък, който е докладван и описан в списание Science. Циен е плодотворен биохимичен изобретател и към 2010 г. патентите му наброяват 100. През 1990-те години той съосновава компаниите Aurora Biosciences Corporation и Senomyx.

## Личен живот
Във фамилията на Циен, освен баща му, се открояват много други известни инженери. Той шеговито споделя, че е обречен по наследство да се занимава с научна работа. Женен е за Уенди Глоуб. Макар да не е съвсем ясна причината за смъртта му, се знае, че умира на 24 август 2016 г. на велосипедна пътека в Юджийн, Орегон. Преди тази случка, той вече е оцелял в битка с рака и е прекарал инсулт през 2013 г.